# ジャマイカの世界遺産

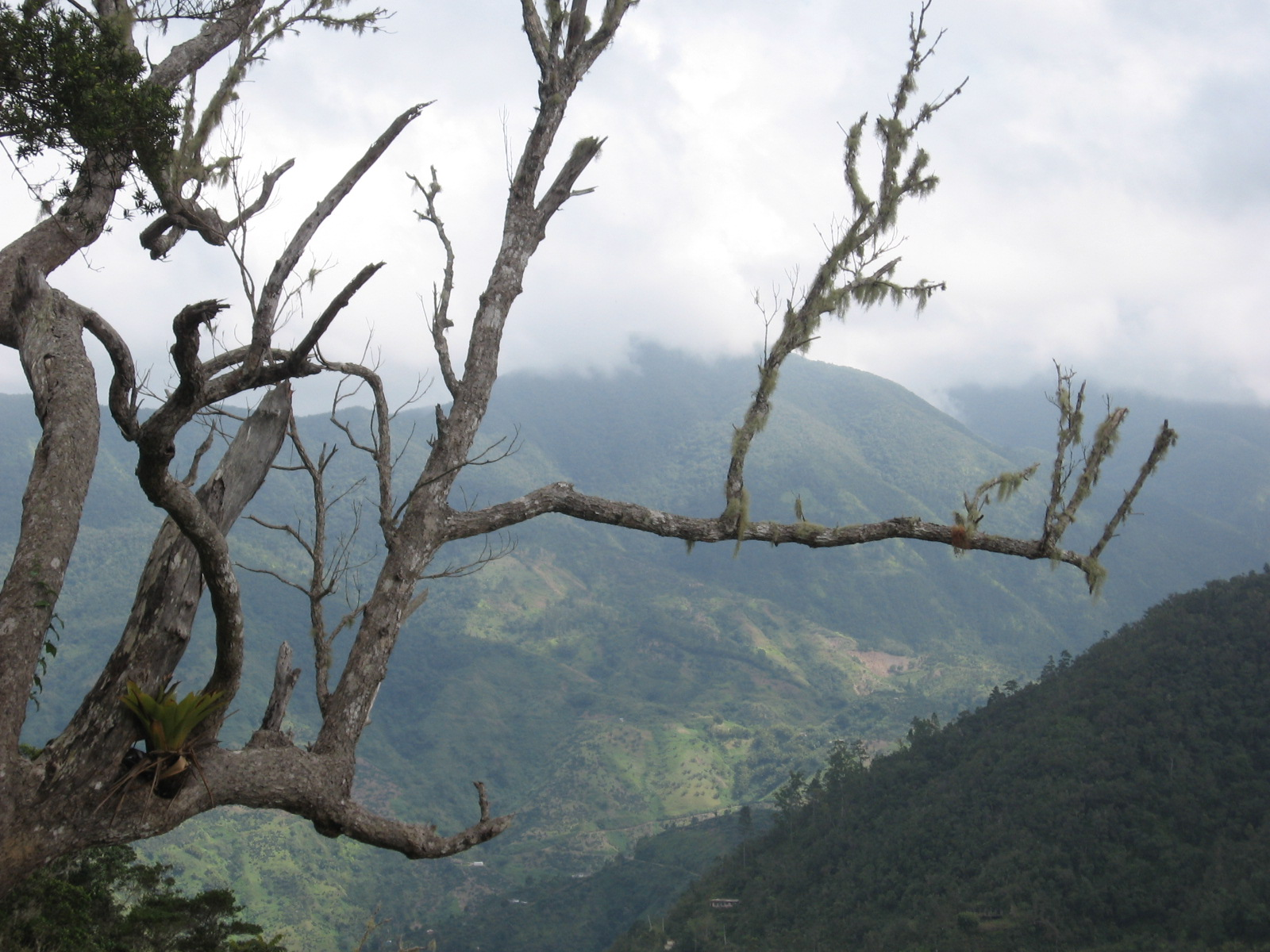
ブルーマウンテン

ジャマイカの世界遺産（ジャマイカのせかいいさん）について述べる。ジャマイカの世界遺産条約締結は1983年のことである。

## 文化遺産
なし

## 自然遺産
なし

## 複合遺産
- ブルー・アンド・ジョン・クロウ・マウンテンズ - （2015年）
  - コーヒーの銘柄ブルーマウンテンで知られる山を含む国立公園の核心部分であり、第35回世界遺産委員会（2011年）では文化遺産要素は「記載延期」、自然遺産要素は「情報照会」と決議されていたが、2015年に正式登録を果たした。マルーンの解放と自治に関する文化的要素、生物多様性に関する自然的要素が評価されての登録である。

## 暫定リスト
ジャマイカの物件は、1988年の第12回世界遺産委員会で3件審議され、「スパニッシュ・タウン」(Spanish Town, 459 rev.) が「登録延期」、ポート・ロイヤル (Port Royal, 457 rev.) とセヴィル (Seville, 458 rev.) がいずれも「不登録」と決議された。
2015年現在の暫定リストには
- ポート・ロイヤルの水没都市（The Underwater City of Port Royal, 2009年記載）
- セヴィル・ヘリテージ・パーク（Seville Heritage Park, 2009年記載）

の2件が記載されている。